# Banana aurie

Banana Aurie

Banana aurie este un termen folosit în contextul urbanizării europene. Conceptul denotă o zonă cu densitate mai ridicată a populației între Valencia, în vest, și Genova în est, întinsă de-a lungul coastei mediteraneene. Acest concept este definit de către raportul "Europe 2000"  al Comisiei Europene ca fiind analoagă așa-numitei „Banane albastre”. Regiunea este importantă în domeniul manufacturii și al tehnologiei informației.